# 프로카르바진
프로카르바진(Procarbazine)은 호지킨 림프종과 뇌암 치료에 사용되는 화학요법 약물이다. 호지킨 병 치료에는 종종 클로르메틴, 빈크리스틴, 프레드니손과 함께 사용되며, 교모세포종과 같은 뇌암 치료에는 로무스틴과 빈크리스틴과 함께 사용된다. 일반적으로 경구 투여로 복용한다.
흔한 부작용으로는 혈구감소증과 구토가 있다. 다른 부작용으로는 피로와 우울증이 있다. 중증의 간 또는 콩팥 문제가 있는 사람에게는 권장되지 않는다. 임신 중 사용은 태아에게 해를 끼치는 것으로 알려져 있다. 프로카르바진은 알킬화제 약물군에 속한다. 작용 기전은 명확히 알려져 있지 않다.
프로카르바진은 1969년 미국에서 의료용으로 승인되었다. WHO 필수 의약품 목록에 포함되어 있다. 영국에서는 한 달 치료 비용이 국민 보건 서비스에 450~750 파운드이다.

## 의학적 이용
호지킨 림프종 치료에 사용될 때, 블레오마이신, 에토포시드, 아드리아마이신, 시클로포스파미드, 빈크리스틴 (상품명 온코빈), 프레드니손 및 프로카르바진을 포함하는 BEACOPP 요법의 일부로 투여되는 경우가 많다. 호지킨 림프종(HL) 치료를 위해 개발된 최초의 병용 화학요법인 MOPP에도 프로카르바진이 포함되었다(ABVD는 HL의 표준 1차 치료법으로 MOPP를 대체했으며, BEACOPP는 진행성/예후 불량 HL의 대체 요법으로 사용된다). 또는 특정 뇌종양(악성 신경교종) 치료에 사용될 때, 종종 로무스틴 (종종 CCNU라고 불림) 및 빈크리스틴과 병용하여 PCV로 투여된다.
콩팥 질환 또는 간 질환에 따라 용량을 조절해야 한다.

## 부작용
매우 흔하게 (10% 이상의 환자에게 발생) 발생하는 부작용으로는 식욕 부진, 구역 및 구토가 있다. 빈도 불명의 다른 부작용으로는 백혈구 감소, 혈소판 감소, 호중구 감소가 있으며, 이는 폐 감염을 포함한 감염 위험 증가를 유발할 수 있다. 혈관부종 및 피부 반응을 유발할 수 있는 심각한 알레르기 반응. 무기력증. 황달 및 간 기능 검사 이상을 포함한 간 합병증. 정자 수 감소 및 난소 부전을 포함한 생식계 부작용.
프로카르바진을 에탄올과 함께 사용하면 일부 사람들에게 디설피람과 유사한 반응을 유발할 수 있다.
위장계에서 모노아민 산화 효소를 약하게 억제하므로, 숙성 치즈와 같이 티라민이 풍부한 음식을 섭취하면 고혈압 위기를 유발할 수 있지만 이는 드물게 나타난다.
프로카르바진은 드물게 화학요법 유발 말초신경병증을 유발하는데, 이는 진행성이고 지속적이며 종종 비가역적인 따끔거림, 무감각, 심한 통증, 그리고 추위에 대한 과민증을 유발하며, 손발에서 시작하여 때로는 팔다리까지 번진다.

## 약리학
프로카르바진은 부분적으로 알킬화제로 작용하여 구아닌의 O-6 위치를 메틸화한다(이는 다카바진과 유사하다). 구아닌은 DNA를 구성하는 네 가지 뉴클레오타이드 중 하나이다. 메틸화된 DNA는 쉽게 파손되며, RNA와 단백질 합성이 억제된다. 증식하는 암세포는 DNA를 복제해야 하며, DNA 가닥 파손에 반응하여 프로그램 세포사(아포토시스)를 겪는다. 정상 또는 비증식 세포는 DNA 손상을 더 잘 복구하지만, 건강한 세포 중 일부도 손상될 수 있다. 프로카르바진은 간에서 아조 유도체로 대사된 후, 사이토크롬 P450 시스템에 의해 활성 아족시 유도체로 추가 대사된다.